# CRAZY (LE SSERAFIM歌曲)
《CRAZY》是韓國女子團體LE SSERAFIM的一首歌曲，是该团体第四張迷你專輯《CRAZY》的主打單曲，由SOURCE MUSIC於2024年8月30日發行。這首歌結合了EDM和House音樂元素，並以中毒性的旋律和獨特的編曲吸引聽眾。歌詞描寫了一個人在遇到讓自己「瘋狂」的人時所感受到的強烈情感，詮釋了對所愛之事物不顧一切的渴望與掙扎。為了展現歌曲的精髓，音樂錄影帶中融入了Y2K風格的服裝以及Voguing舞蹈，並由LE SSERAFIM成員和著名Vogue舞團House of Juicy Couture共同演出。該單曲發行後迅速取得了商業上的成功，並且在多個音樂節目中獲得第一名，鞏固了她們作為K-Pop界中堅力量的地位。
在歌曲發行後，隨即推出了多個版本的混音，包括英語版本，與美國知名舞者Dashaun Wesley、英國歌手PinkPantheress，以及法國製作人David Guetta合作的混音版本，為歌曲注入了不同的音樂風格和魅力。

## 背景與發行
2024年8月5日，SOURCE MUSIC宣布LE SSERAFIM將於8月30日發行她們的第四張迷你專輯《CRAZY》。8月14日，官方發布了五首歌曲的試聽影片，為新專輯造勢。8月22日，公布了完整的曲目列表，並宣布《CRAZY》為專輯的主打單曲。隔天，釋出了專輯的精選集預告影片。之後重新上傳的曲目列表中，LE SSERAFIM的成員許允眞和宮脇咲良被標記為《CRAZY》的詞曲創作者之一。8月28日和29日，歌曲的MV預告接連發布，展現出令人期待的視覺效果。
在正式發行之前，LE SSERAFIM於8月23日在社群媒體上發布了舞蹈挑戰影片，展示了這首歌的Voguing舞蹈編排。該歌曲和音樂錄影帶於8月30日同步公開。隨後，官方陸續推出了多個版本的混音，包括9月2日發行的英語版與美國Voguing舞者Dashaun Wesley合作的混音版，9月4日與英國歌手PinkPantheress合作的混音版，及9月9日法國DJ兼製作人David Guetta製作的混音版本，這些版本的推出為歌曲增添了更多國際色彩和音樂層次。

### 日語發行
2024年10月18日，官方宣布日語版《Crazy》將作為LE SSERAFIM的第三張日語單曲發行，並收錄第三張迷你專輯《Easy》的同名日語版歌曲。10月19日，官方公開完整宣傳行程。11月12日，單曲中的另一首歌曲《Star Signs》率先釋出，作為日本時尚品牌Lumine的宣傳歌曲，被形容為帶有City Pop元素。12月11日日語版《Crazy》正式發行，12月18日，官方推出兩個日語版本的混音版本，分別由JP The Wavy和Chaki Zulu重新製作。

## 創作與編曲
《CRAZY》由Score (13)、Megatone (13)、Iluvjulia和“Hitman” Bang共同創作並製作，參與填詞的還包括Leven Kali、JBach、Jake Torrey、Supreme Boi、Anthony Watts、Amanda “Kiddo A.I.” Ibanez，以及LE SSERAFIM的成員許允眞和宮脇咲良。這首歌是一首以EDM為基底的House曲風，歌詞描繪了一個人在遇到讓自己瘋狂的人時所經歷的情感起伏。LE SSERAFIM在接受新音乐快递專訪時表示，這首歌探討了「愛一樣東西愛到願意為它付出一切的掙扎」。韓國媒體《Sports Trends》的作家孫奉錫形容這首歌的歌詞「像百萬伏特電流般撼動人心」，而副歌更是餘音繞樑，久久不散。

## 音樂錄影帶
《CRAZY》的音樂錄影帶由導演Yunah Sheep執導，於2024年8月30日與歌曲同步發布。MV中，LE SSERAFIM成員穿著Y2K風格的服裝，並在多個場景中展現了精彩的舞蹈。她們與知名Vogue舞團House of Juicy Couture合作演出Voguing編舞，強調表演的魅力。影片中，成員們穿梭於多個場景，包括澡堂、水族館和深海等特殊設計的場地，並在滑倒於肥皂上的搞笑橋段中，完美接上Voguing動作，展現了無懼挑戰的表演精神。這支MV不僅呈現出歌曲的視覺張力，更將歌曲的主題透過動感的畫面加以詮釋。

## 獎項與榮譽
《CRAZY》在發行後獲得了不錯的成績，並於多個韓國音樂節目中奪冠，分別在2024年9月11日的《Show Champion》和9月12日的《M Countdown》中拿下第一名。這些獎項不僅肯定了LE SSERAFIM在音樂表現上的實力，也再次證明了她們在K-Pop界的影響力和受歡迎程度。

## 曲目
- Digital download and streaming – Party Remixes 1

1. "CRAZY" – 2:44
2. "CRAZY" (English version) – 2:44
3. "CRAZY" (Vogue remix; featuring Dashaun Wesley) – 2:28
4. "CRAZY" (Bounce up remix) – 2:36
5. "CRAZY" (Dance remix) – 2:47
6. "CRAZY" (Sped up version) – 2:02
7. "CRAZY" (Slowed + reverb version) – 3:25
8. "CRAZY" (Instrumental) – 2:44

- Digital download and streaming – PinkPantheress remix

1. "CRAZY" – 2:44
2. "CRAZY" (featuring PinkPantheress) – 2:48

- Digital download and streaming – David Guetta remix

1. "CRAZY" (David Guetta remix) – 2:54
2. "CRAZY" – 2:44
3. "CRAZY" (David Guetta remix; extended version) – 4:00

- Digital download and streaming – Party Remixes 2

1. "CRAZY" – 2:44
2. "CRAZY" (EBM remix) – 4:00
3. "CRAZY" (Super CRAZY remix) – 2:40
4. "CRAZY" (Vamos remix) – 2:40
5. "CRAZY" (Mash-up version; featuring PinkPantheress and Dashaun Wesley) – 2:43

## 宣傳活動
| 音樂節目現場 | 音樂節目現場   | 音樂節目現場 | 音樂節目現場                    |
| 電視台       | 節目名稱       | 日期         | 備註                            |
| ------------ | -------------- | ------------ | ------------------------------- |
| KBS 2TV      | Music Bank     | 8月30日      | 20240830 （页面存档备份，存于） |
| MBC          | Show! 音樂中心 | 8月31日      | 20240831 （页面存档备份，存于） |
| SBS          | 人氣歌謠       | 9月1日       | 20240901 （页面存档备份，存于） |

## 榜單
| 榜单（2024年）                          | 峰值 |
| --------------------------------------- | ---- |
| Canada (Canadian Hot 100)               | 65   |
| Global 200 (Billboard)                  | 17   |
| Hong Kong (Billboard)                   | 4    |
| 日本（Japan Hot 100）                   | 8    |
| Japan Combined Singles (Oricon)         | 17   |
| Malaysia (Billboard)                    | 6    |
| 马来西亚（馬來西亞唱片業協會国际榜）    | 7    |
| New Zealand Hot Singles (RMNZ)          | 1    |
| Philippines (Philippines Hot 100)       | 47   |
| 新加坡（新加坡唱片業協會单曲榜）        | 6    |
| 韩国（Circle数字单曲榜）                | 22   |
| Taiwan (Billboard)                      | 3    |
| 英國（官方榜单公司單曲榜）              | 83   |
| 美国（《告示牌》百大單曲榜）            | 76   |
| US World Digital Song Sales (Billboard) | 1    |

## 發行歷史
| 地區 | 日期           | 格式                  | 版本                 | 唱片公司              |
| ---- | -------------- | --------------------- | -------------------- | --------------------- |
| 美国 | 2024年8月30日  | CD                    | Original             | Source YG Plus Geffen |
| 全球 | 2024年8月30日  | 數位音樂下載 串流媒體 | Original             | Source YG Plus Geffen |
| 全球 | 2024年9月2日   | 數位音樂下載 串流媒體 | Party remixes 1      | Source YG Plus Geffen |
| 全球 | 2024年9月4日   | 數位音樂下載 串流媒體 | 粉紅豹女孩混音       | Source YG Plus Geffen |
| 全球 | 2024年9月9日   | 數位音樂下載 串流媒體 | 大衛·庫塔混音        | Source YG Plus Geffen |
| 全球 | 2024年9月13日  | 數位音樂下載 串流媒體 | Party remixes 2      | Source YG Plus Geffen |
| 日本 | 2024年12月11日 | CD                    | 日語                 | EMI 環球音樂 Source   |
| 全球 | 2024年12月11日 | 數位音樂下載 串流媒體 | 日語                 | EMI 環球音樂 Source   |
| 全球 | 2024年12月17日 | 數位音樂下載 串流媒體 | 日語 / Party remixes | EMI 環球音樂 Source   |

## 榜單成績
| 音源榜                                        | 最高名次 | 最高名次 | 最高名次 | 最高名次 | 最高名次 | 來源 |
| 音源榜                                        | 實時榜   | TOP100   | 日榜     | 週榜     | 月榜     | 來源 |
| --------------------------------------------- | -------- | -------- | -------- | -------- | -------- | ---- |
| iChart                                        | *        |          |          | *        |          |      |
| Melon                                         | *        | *        | *        | *        | *        |      |
| Genie                                         | *        |          | *        | *        | *        |      |
| Bugs                                          | *        |          | *        | *        |          |      |
| Flo                                           | *        |          |          |          |          |      |
| VIBE                                          |          |          | *        |          |          |      |
| YouTube                                       |          |          |          | *        |          |      |
| - 「/」：未入榜 - 「 」：該段時期未設立排行榜 |          |          |          |          |          |      |